# Comuna Žminj, Istria
Žminj este o comună în cantonul Istria, Croația, având o populație de 3.483 de locuitori (2011).

## Demografie
Componența etnică a comunei Žminj
     Croați (68,59%)
     Necunoscut (1,26%)
     Neclasificat (29,89%)
Componența confesională a comunei Žminj
     Catolici (94,77%)
     Fără religie și atei (1,75%)
     Musulmani (1,03%)
     Necunoscută (1,49%)
     Alte religii (0,95%)
Conform recensământului din 2011, comuna Žminj avea 3.483 de locuitori. Din punct de vedere etnic, majoritatea locuitorilor (68,59%) erau croați, cu o minoritate de afiliați religios (27,91%). Apartenența etnică nu este cunoscută în cazul a 1,26% din locuitori. Din punct de vedere confesional, majoritatea locuitorilor (94,77%) erau catolici, existând și minorități de persoane fără religie și atei (1,75%) și musulmani (1,03%). Pentru 1,49% din locuitori nu este cunoscută apartenența confesională.